# Богородское (Мелеузовский район)
Богоро́дское (баш. Богородский) — село в Мелеузовском районе Башкортостана. Административный центр Денисовского сельсовета.

## Географическое положение
Расстояние до:
- районного центра (Мелеуз): 18 км,
- ближайшей ж/д станции (Мелеуз): 18 км.

## История
Основателями села являются крестьяне из Тульской губернии. Один из основателей — Фёдор Ефимович Трясин.

## Население
| 2002 | 2009 | 2010 |
| ---- | ---- | ---- |
| 513  | ↗568 | ↘508 |

### Национальный состав
Согласно переписи 2002 года, преобладающая национальность — русские (54 %).

## Религия
В селе есть православный Свято-Троицкий храм.

## Известные уроженцы
- Серёгин, Иван Тимофеевич (1933—1996) — советский нефтяник[5].